# Henri Habert
Henri Habert, eigenlijk Haber, (Lublin, 13 september 1882 of 1883  – onbekend) was een Pools-joodse journalist en schrijver die in de twintigste eeuw actief was in Vlaanderen, Nederland en Frankrijk.

## Biografie
Op 1899 schrijft de vreemdeling Henri Haber, zoon van Bernard en Bronisława (née Bugajska), zich als student in in Antwerpen aan de De Keyserlei 25. Hij is afkomstig uit Beuthen O.S.. Na het uitbreken van de Eerste Wereldoorlog vlucht hij van België naar Nederland. Van 1915 tot 1919 woont hij in Amsterdam. In de zomer van 1919 vertrekt hij naar Parijs.

### Journalist en schrijver in Amsterdam
Tijdens zijn verblijf in Nederland schrijft hij voor De Telegraaf onder de naam Henri Habert. Hij schrijft vaak over krijgsgevangenen, vluchtelingen en anderszins ontheemden. Hij neemt vaak een anti-Duits en anti-Oostenrijks standpunt in, waarin hij het opneemt voor de geallieerden van de Eerste Wereldoorlog.
Habert krijgt in het najaar van 1916 meer bekendheid met zijn feuilleton Wat treft den vreemdeling in Holland?

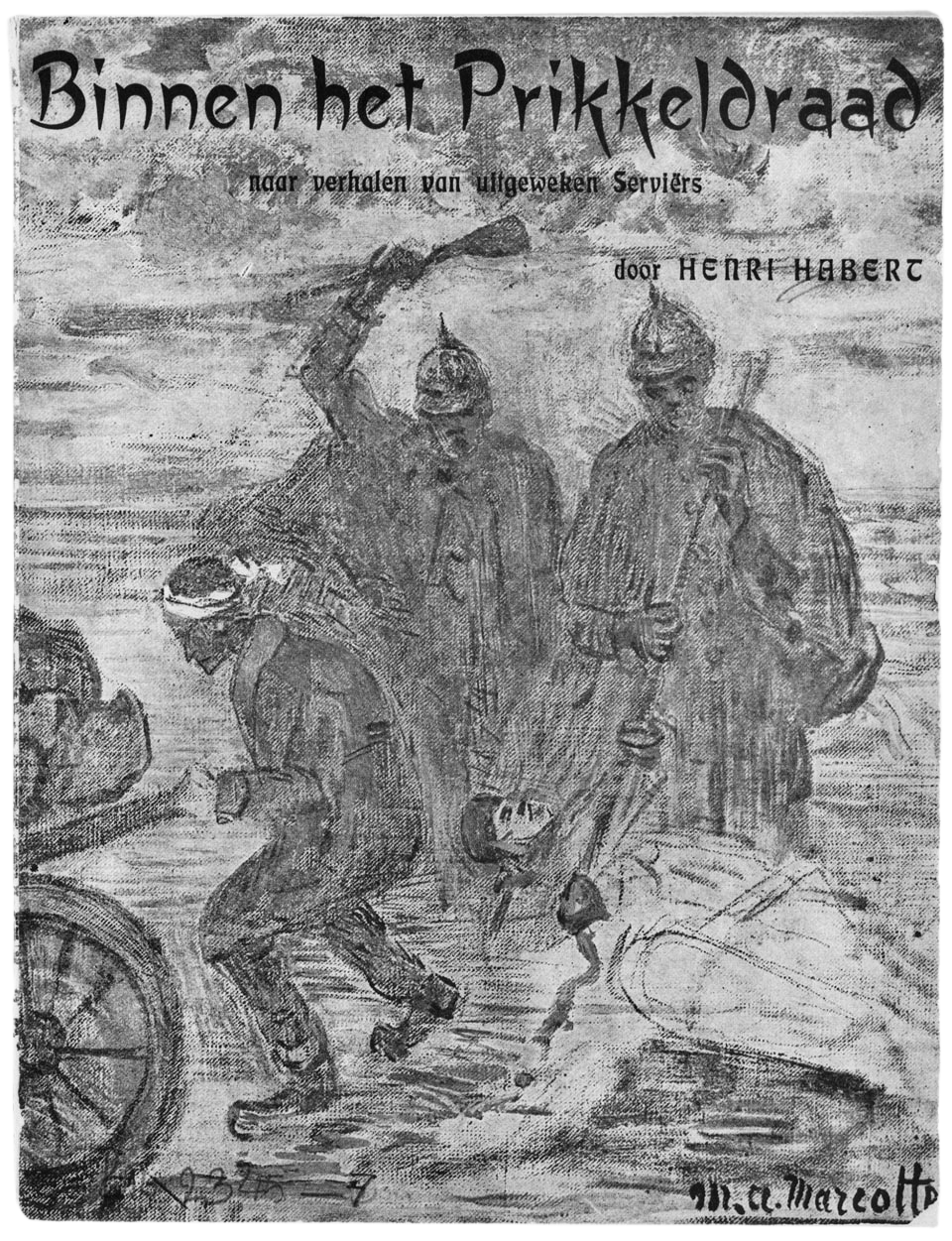

, waarin hij in Nederland vertoevende buitenlanders over hun ervaringen aan het woord laat. Datzelfde jaar nog geeft hij op basis hiervan het Franstalige boekje ‘En Hollande pendant la guerre’ uit, waarvan de opbrengsten ten goede komen van verminkte Franse soldaten.

## Bibliografie

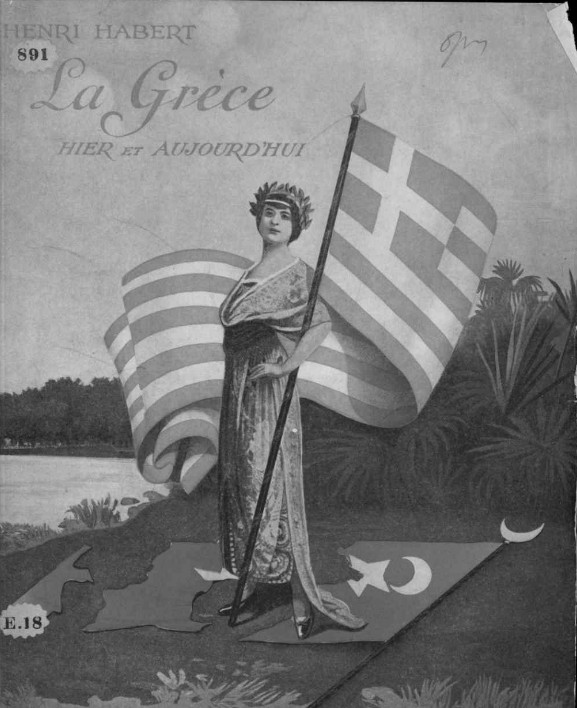
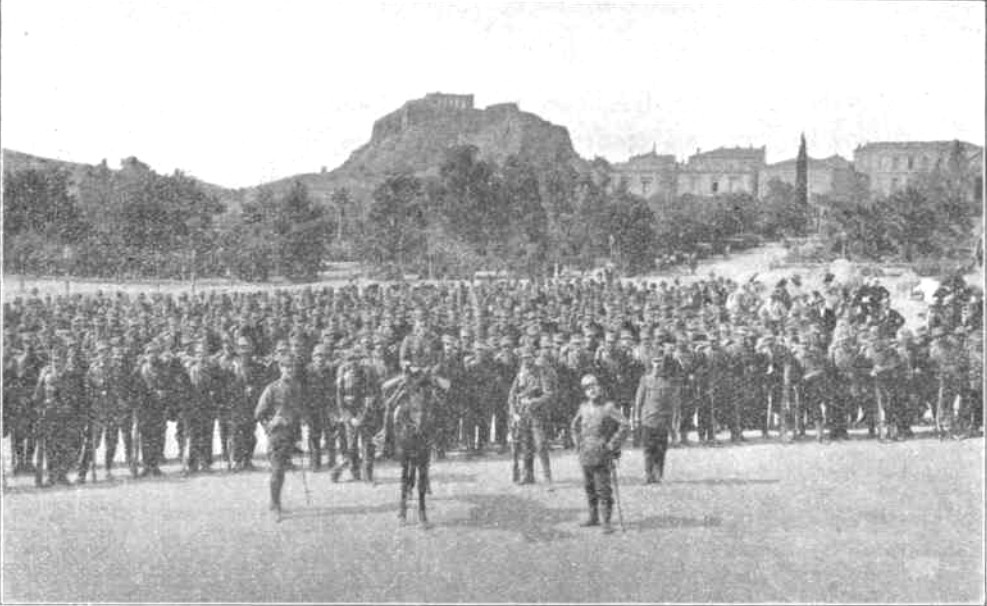
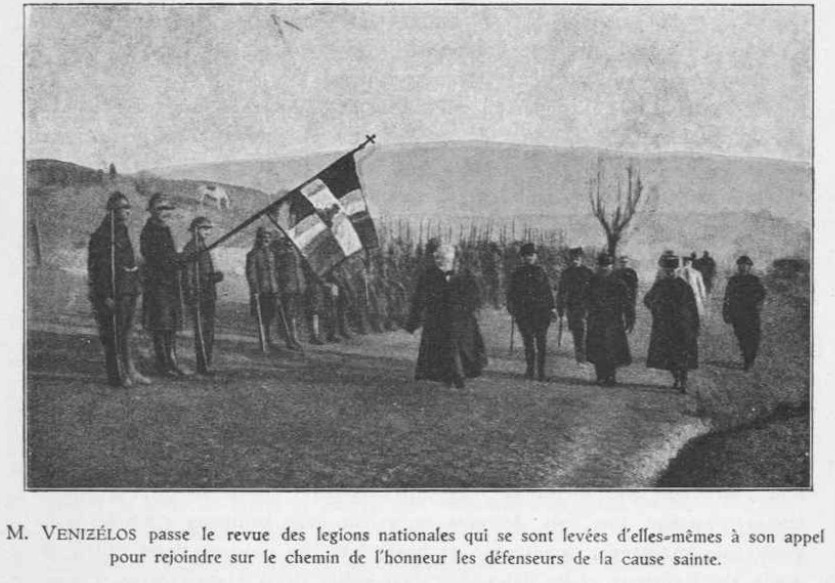
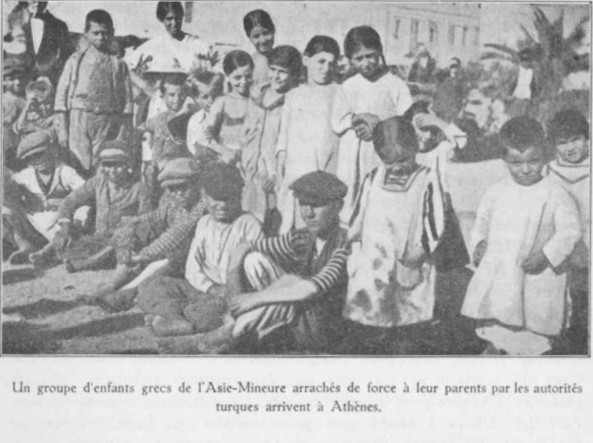

### Krijgsgevangenen in Nederland
Zijn betrokkenheid met het lot van krijgsgevangenen is een terugkerend thema in zowel zijn artikelen in De Telegraaf, als in de daarvan afgeleide publicaties. Zo interviewt hij in 1917 Russische krijgsgevangenen die uit Duitse krijgsgevangenkampen zijn gevlucht en laat hij in 1919 Serviërs aan het woord die na de oorlog via Nederland worden gerepatrieerd. Deze hadden vaak een lange tocht langs diverse Oostenrijkse en Duitse krijgsgevangenenkampen (bijvoorbeeld in Heinrichsgrün) achter de rug.